# 政務
政務（せいむ）とは、政治に関する事務のこと。
日本においては、例えば副大臣および大臣政務官については、その設置根拠となる法律上、政務の処理がその任務として規定されている。これらの官職は、その職務上、与党の国会議員から任命されることが想定されており、また、内閣総辞職とともにその地位を失うこととされている。
また、外務省においては、諸外国に関して、政務の処理に関することをその所掌事務とする部署がそれぞれ設置されている。